# العلاقات الأفغانية النرويجية
العلاقات الأفغانية النرويجية هي علاقات خارجية بين أفغانستان والنرويج.
لدى أفغانستان سفارة في أوسلو. ولدي النرويج سفارة في كابول.
هنالك 10.475 متساكن أفغاني يعيش في النرويج. وزارة الشؤون الخارجية تُثبط الناس عن السفر إلى أفغانستان.
تشارك النرويج في قوات المساعدة الدولية لإرساء الأمن في أفغانستان وتواصل المشاركة في بعثة الدعم الحازم في الحرب في أفغانستان.